# Francis Bottome
Francis Bottome, (Frank Bottome) 26 maj född 1823, död 29 juni 1894, teol. dr., pastor i Metodistkyrkan. Bottome föddes i England och bosatte sig 1850 i USA för tjänst som pastor i Metodist-Episkopalkyrkan. Han utnämndes 1873 till hedersdoktor i teologi vid Dickinson College i Carlisle, Pennsylvania. Han återvände till England 1890. Han finns representerad i Frälsningsarméns sångbok 1990 (FA).
Han utgav samlingsverken "Centenary Singer" (1869) och "Round Lake" (1872) och var samma år medutgivare till "Gospel Songs".
Kända engelska psalmtexter av Bottome är "Come, Holy Ghost, All Sacred Fire", "The Comforter Has Come", "Full Salvation, Full Salvation", "Let Us Sing of His Love Once Again", "Precious Jesus, O to Love Thee", "Search Me, O God" och "I Believe Jesus Saves". Hans texter har översatts till flera språk

## Sånger
- Herre Jesus, dig jag älskar (enbart verserna) "Precious Jesus, O to Love Thee"
- Härlig frälsning! Härlig frälsning! "Full Salvation, Full Salvation"
- O, djup av barmhärtighet (nr 245 i Metodistkyrkans psalmbok 1896, nr 236 i Svenska Missionsförbundets sångbok 1920) översatt av Lilly Lundequist.
- O, sprid det glada bud (FA nr 742) skriven 1884.